# Villa Steiner (Kadaň)
Villa Steiner (čp. 808) je mohutná vilová stavba rustikálního vzezření postavená jakožto rodinný dům na zahradní parcele ve vilové čtvrti, dříve známé jako Zahradní Město, v Kadani. Nachází se v Havlíčkově ulici (dříve Klenertova) na rohu s ulicí T. G. Masaryka (dříve Gollova). Stavební práce byly dokončeny roku 1924. Autorem projektu je kadaňský vilový architekt a stavitel Johann Petzet, který jej vyhotovil na zakázku pro Betty Steiner, manželku armádního majora a statkáře Steinera z Vitčic u Veliké vsi v tehdejším podbořanském okrese.

## Výstavba
V úloze stavebníka vystupovala při výstavbě Villy Steiner Betty Steiner. Při jednání s městskými úřady v Kadani ji zastupoval někdejší radní Josef Christoph Schmidt, významný kadaňský továrník a rukavičkář. Na jaře roku 1924 vytvořil kadaňský vilový architekt a stavitel Johann Petzet na objednávku Betty Steiner projekt na novou vilu, který následně prostřednictvím své stavební firmy realizoval. V žádosti o stavební povolení ze začátku roku 1924 Betty Steiner deklaruje svůj úmysl použít jako střešní krytinu červené eternitové tašky. Již v říjnu 1924 je novostavba úředně zkolaudována a je tak oficiálně uznána jako vhodná k obývání. Členy stavební komise tehdy byli prof. Dr. Hans Klitzner, radní a profesor kadaňského gymnázia, Ing. Hans Jungwirth a městský lékař MUDr. Franz Patera. Obyvatelnost nové vily stvrdil svým podpisem tehdejší starosta města Kadaně Eduard Hergl, který v podepsaném dokumentu zopakoval tradiční formální požadavky týkající se například povinného zavedení kanalizace a vyslovil též souhlas se zřízením verandy v jihozápadní části domu.

## Majitelé a obyvatelé
Stavebníkem Villy Steiner byla Betty Steiner, manželka armádního majora a statkáře Steinera z Vitčic u Veliké vsi v tehdejším okrese Podbořany. Její motiv k rozhodnutí postavit právě v Kadani takovou rezidenci, jakou je Villa Steiner, zůstává záhadou, neboť v době, kdy byl projekt realizován, se svým manželem úspěšně hospodařila ve Vitčicích, samostatné obci o zhruba dvou stech obyvatelích, a to v nádherné barokní usedlosti (čp. 13), jež byla obnovena po velkém požáru roku 1794. K této usedlosti navíc náležela ještě stodola, sýpka a tři další hospodářská stavení. Steinerovi zde pěstovali ječmen, žito, pšenici, cukrovou řepu, chovali též koně, krávy, prasata, kozy, drůbež, věnovali se také včelařství a ovocnářství. Rodina Steinerových zřejmě užívala svou kadaňskou rezidenci jen částečně, dokonce ani Betty Steiner, která stála za samotnou realizací vily, zde nebyla hlášena k trvalému pobytu. Některé části vily však byly pronajímány.
Jeden z bytů ve Ville Steiner obýval již zmíněný rukavičkář Josef Christoph Schmidt se svou manželkou Margarethou. Manželé Schmidtovi se do vily přistěhovali z domu čp. 290 v Říční ulici (dříve Kožná) na kadaňském Špitálském předměstí. Na velmi krátkou dobu, a sice od září do prosince 1941, měla ve vile nahlášený trvalý pobyt dcera Steinerových Irmtraud (narozená 1931). V evidenci obyvatel města Kadaně byla Irmtraud Steiner tehdy vedena jako školačka. Zřejmě v té době v Kadani navštěvovala školu, přičemž se o ni starala rodina Schmidtových. V dalším z bytů Villy Steiner žila též rodina dělníka Karla Moritze, která však byla v červnu roku 1945 vyhnána z Kadaně během odsunu německého obyvatelstva. Těsně před koncem druhé světové války na počátku roku 1945 nalezli útočiště v podnájmu u Schmidtů i Němci prchající na západ před Rudou armádou. Byly to například lidé pocházející ze slovenských obcí Handlová a Veľká Bytča, kde předtím žily početné německé komunity. Přese všechno však zůstávala Betty Steiner po celou dobu jedinou majitelkou vily, a to až do druhé poloviny roku 1945, kdy jí byla jakožto německý majetek vila zkonfiskována.